# BLS Re 465
De Re 465, ook wel lok 2000 genoemd, is een elektrische universeel locomotief voor het goederenvervoer en het personenvervoer van de BLS AG.

## Geschiedenis
In de jaren 70 onderzocht de SBB welke vormen van HSL-vervoer in Zwitserland toepasbaar waren. Daarbij kreeg het project Bahn 2000 langzaam vorm. Kosten-batenanalyse leidden tot de conclusie dat de infrastructuur en rollend materieel geschikt moesten zijn voor een maximale snelheid van 200 km/h.
De locomotieven die daarvoor nodig waren werden ontwikkeld en gebouwd door Schweizerische Lokomotiv- und Maschinenfabrik (SLM) in Winterthur en Asea Brown Boveri (ABB) in Zürich. Het uiterlijk van deze locomotieven werd door het Italiaanse designbureau Pininfarina ontworpen.
De SBB bestelde voor het personenvervoer eind 1987 de eerste serie van twaalf locomotieven met als type Re 4/4 VI.
Na aflevering van de eerste acht locomotieven aan de BLS werden de volgende tien locomotieven door de SBB gebouwd. Deze locomotieven werden aan de BLS verhuurd en zijn inmiddels eigendom van de BLS.

## Constructie en techniek
De locomotieven zijn opgebouwd met een lichtstalen frame en frontdelen van GVK. De locomotief is voorzien van GTO thyristor-gestuurde driefasige asynchrone motoren. De techniek van deze locomotief is afgeleid van de in 1989 ontwikkelde locomotieven voor de SBB van het type Re 450.

### Nummers
De locomotieven van de BLS zijn als volgt genummerd:
- Re 465 001 - 008: van BLS
- Re 465 009 - 018: eerst van SBB, nu van BLS

## Treindiensten
De locomotieven worden naast het goederenvervoer ook als IR trein met personenrijtuigen van het type EW III op de volgende trajecten ingezet:
- Bern - Luzern
- Bern - Neuchâtel - La Chaux-de-Fonds